# Ligne de tramway 398/1
Pour les articles homonymes, voir Ligne C.
La ligne 398/1 et brièvement ligne C est une ancienne ligne de tramway du Groupe de Mons-Borinage de la Société nationale des chemins de fer vicinaux (SNCV) qui a fonctionné entre le 17 décembre 1887 et 1931-1932.

## Histoire
En 1895, le tracé est modifié dans le centre de Mons, la ligne est déviée par les boulevards Gendebien, Sainctelette, Albert-Elisabeth et Dolez puis l'avenue d'Hyon où au carrefour avec la rue des Arquebusiers, elle rejoint le tracé d'origine vers les rues de la Halle, du Hautbois et d'Havré.
Vers fin 1931-1932 : fusion avec la ligne 78 du réseau de Charleroi.

## Exploitation

### Horaires
Tableaux :
- 398/1 en 1927, numéro partagé avec la ligne 398/2 Mons - Havré[2].